# Zababa
Zababa é um deus da Antiga Mesopotâmia. Era a divindade tutelar de uma das cidades mais importantes daquela região, Quis, que desempenhou um papel crucial na história no 3.º milénio a.C., durante o Período Dinástico Arcaico.

## História
Os vestígios mais antigos de Zababa remontam a esse período, aparecendo no nome do último soberano de Quis, Ur-Zababa ("Guerreiro de Zababa"), que foi derrubado pelo seu servo Sargão da Acádia. O templo principal de Zababa e o seu zigurate encontram-se no Tel Eloheimir de Quis, junto ao santuário da sua consorte, a grande deusa local Istar de Quis.
Zababa é um deus da guerra, que a partir do 2.º milénio a.C. foi assimilado a outro deus com as mesmas caraterísticas, Ninurta, originário de Nipur.